# Marian Rudnyk
| 4601 Ludkewycz | 3 giugno 1986 |
| 26090 Monrovia | 1 agosto 1986 |
| 58145 Gus      | 1 agosto 1986 |

Marian Rudnyk (...) è un astronomo statunitense.
Il Minor Planet Center gli accredita le scoperte di tre asteroidi, effettuate tutte nel 1986.
Nel 1994, a seguito del taglio dei fondi alla NASA, lascia la carriera di astronomo ed entra nel mondo del cinema come realizzatore di effetti speciali.